# Plus
A Plus egy németországi székhelyű élelmiszeráruház-lánc volt.

## Története
A lánc első magyarországi üzlete 1992-ben nyílt meg Tatabányán. Kezdetben minden tízezer főnél népesebb településen jelen kívántak lenni; az üzletek megjelenését és területi elhelyezkedését a kezdeti időkben nagyban befolyásolta a privatizáció, mert a cég a már meglévő boltokat vásárolta meg.
2000 áprilisában a SuperShop Program egyik alapító tagja.
2003-ban profilváltást hajtottak végre, a termékpaletta jelentős szűkítése, és kereskedelmi (saját)márkás termékek bevezetése valósult meg.
2008 tavaszán a magyarországi Plus üzleteket megvásárolta a SPAR Magyarország Kereskedelmi Kft., majd két éven belül SPAR üzletté alakította őket, ezzel Magyarország második legnagyobb kiskereskedelmi üzletláncává nőve ki magát. 2008. december 31-én a Spar Magyarország Kereskedelmi Kft. és a Plus Élelmiszer Diszkont Kft. tagjai a két társaság egyesülését határozták el, ezzel a Plus megszűnt, általános jogutódja a Spar lett.

## Felvásárlása
2007. november 16-án a németországi áruházak hetven százaléka az Edeka, harminc százaléka pedig a Tengelmann csoport tulajdonába került; előbbiek Netto Marken-Discount néven nyíltak újra, utóbbiakat pedig továbbértékesítették.
| Ország                    | Első áruház | Megszűnés | Áruházak száma | Felvásárló                                                       |
| ------------------------- | ----------- | --------- | -------------- | ---------------------------------------------------------------- |
| Németország               | 1972        | 2007      | 2840           | Netto Marken-Discont (Edeka); 328 üzlet a Penny Markethez került |
| Ausztria                  | 2003        | 2010      | 355            | –                                                                |
| Spanyolország             | 1994        | 2007      | 238            | DIA                                                              |
| Lengyelország             | 1995        | 2007      | 183            | Biedronka (Jerónimo Martins)                                     |
| Magyarország              | 1992        | 2008      | 174            | SPAR                                                             |
| Csehország                | 1992        | 2008      | 134            | Penny Market (REWE Csoport)                                      |
| Románia                   | 2005        | 2010      | 120            | Lidl                                                             |
| Portugália                | 2003        | 2007      | 75             | Pingo Doce (Jerónimo Martins)                                    |
| Ciprus                    | 1973        | 2008      | 44             | Alfamega                                                         |
| Görögország               | 2006        | 2008      | 33             | AB Vassilopoulos (Ahold Delhaize)                                |
| Bulgária                  | 2009        | 2010      | 25             | Lidl                                                             |
| Amerikai Egyesült Államok | 1980        | 1982      | 21             | A&P                                                              |

## Plus Magyarország
A Plus Magyarországon a hajdani ABC élelmiszeráruházak privatizációjának idején terjeszkedett a leggyorsabban, és ekkor szerezte meg a lakótelepek közepén álló üzlethelyiségeinek nagy részét. Ezért sok helyen monopolhelyzetbe került. A későbbiekben főleg zöldmezős beruházással bővítette hálózatát. 2008-ban már 174 üzlettel rendelkezett. A Plus piacra lépésével új boltformát honosított meg Magyarországon, az élelmiszer diszkontot. Ennek a formátumnak a lényege, hogy a hálózat egy áruból sokat rendel és azt raklapról, vagy gyűjtőkartonból árulja. Ezzel a megoldással olcsóbb tudott lenni vetélytársainál, és nagyon népszerű lett. 2003-ban nagy reklámkampánnyal újrapozicionálták a márkát, és élesen profilt váltottak, a gyártói márkákat háttérbe szorították, és elárasztották az üzleteket a kereskedelmi márkás termékeik.
Az áruházakat átrendezték, és szerkezetüket, áruválasztékukat leegyszerűsítették, ezzel a beszerzési, és működési költségeket lejjebb szorították azért, hogy versenyben maradjanak a már jelen lévő (Penny Market) és a hamarosan érkező (Aldi, Lidl)  konkurenciával szemben. A Plus Magyarországon nyereséges volt, de más országokban nem volt képes állni a versenyt a konkurenciával, ezért 2008 elején a tulajdonos Tengelmann csoport sorban eladta a Németországon kívüli Plus láncokat. Magyarországon a SPAR szerezte meg a diszkontláncot 2008. március 10-én. Igazi változások a magyarországi Plus-nál csak az Európai Bizottság jóváhagyása után kezdődtek, fokozatosan 2000-ről 3000-re emelték az árusított termékek számát, ezzel egyidejűleg átalakították az üzletek polcrendszereit, hogy a kibővített választék elférjen. 2009. január 1-jén a Plus Élelmiszer Diszkont Kft. beolvadt a SPAR Magyarország Kereskedelmi Kft.-be, és elkezdődött az üzletek átalakítása SPAR szabványokra, ez a folyamat 2009. augusztus 27-én zárult. Ennek folyamán teljesen eltűnt a diszkont jelleg, a cikkszámok mennyiségét 4000-re emelték, és a nagyobb alapterületű üzletekben csemege, sajt és hentespult került kialakításra. Ezt sok helyen a szintén felvásárolt és Plusok üzlethelyiségeiben működő Árpád hentesboltokból alakították ki.